# 大九明子
大九 明子（おおく あきこ、1968年10月8日 - ）は、日本の映画監督、脚本家。

## 経歴
神奈川県横浜市出身。明治大学政治経済学部政治学科卒業。在学中はアングラ演劇を行う学生劇団「実験劇場」に入るもすぐに退団し、フリーターや社会人も参加するコント集団に所属して活動。卒業後は国家機関外郭団体で秘書を務めたが、水が合わずに4か月で退職。スクールJCAに1期生で入学し、卒業後はピン芸人「億田明子」として活動。その後女優、タレントに転身。数々のバラエティ番組などに出演したこともある。同期にはアンジャッシュの児嶋一哉がいる。
映画美学校第1期フィクション・コース高等科修了。同校高等科在学時に『意外と死なない』（1999年）で映画監督デビュー。

## 受賞歴
2017年
- 第30回東京国際映画祭 観客賞（『勝手にふるえてろ』）

2020年
- 第33回東京国際映画祭 TOKYOプレミア2020部門 観客賞／東京都知事賞受賞（『私をくいとめて』）

2021年
- 第30回日本映画批評家大賞 監督賞（『私をくいとめて』）

2024年
- 第121回ザテレビジョンドラマアカデミー賞 監督賞（『家族だから愛したんじゃなくて、愛したのが家族だった』）

## フィルモグラフィー

### 映画
- 意外と死なない（1999年） - 億田明子名義
- 恋するマドリ（2007年）
- 東京無印女子物語（2012年）
- モンスター（2013年）
- ただいま、ジャクリーン（2013年）
- 放課後ロスト エピソード3「倍音」（2014年）
- でーれーガールズ（2015年）
- 勝手にふるえてろ（2017年）
- 美人が婚活してみたら（2019年）
- 甘いお酒でうがい（2020年9月25日公開）
- 私をくいとめて（2020年12月18日公開）
- ウェディング・ハイ（2022年3月12日公開）
- 今日の空が一番好き、とまだ言えない僕は（2025年4月25日公開）

### テレビ
- 怪談新耳袋 百物語（2010年）
- ああ、ラブホテル（2014年）
- イジューは岐阜と（2018年）
- 時効警察はじめました（2019年）
- 捨ててよ、安達さん。（2020年）
- 初情事まであと1時間（2021年7月22日）監督・脚本（第3話・第7話）
- 失恋めし（2022年1月14日・Amazonプライム、2022年7月・読売テレビ）[9]
- シジュウカラ（2022年）
- 家族だから愛したんじゃなくて、愛したのが家族だった（2023年）監督・脚本
- 照子と瑠衣（2025年）監督・脚本

### ミュージックビデオ
- TUBE「渚の恋人たち」（2015年）

## テレビ出演

### バラエティ
- 元旦まで感動生放送!史上最大39時間テレビ「ずっとあなたに見てほしい 年末年始は眠らない」（1992年12月30日 - 1993年1月1日、TBSテレビ）
  - 「芸人の主張」というコーナーに出演。当時スクールJCA在学中ながらも優勝。
- EXテレビ（日本テレビ）
  - 「貧乏若手芸人特集」というコーナーに出演。三津間小太郎、オアシズ、キリングセンス、ピースケくんも参加。

### ドラマ
- 火曜サスペンス劇場警視庁鑑識課第2作「指紋、鏡の破片、血染めの貝殻 - 殺人現場の遺留物が語る真犯人の心のひだ」（1996年12月3日、日本テレビ）- サラ金「太陽リース」従業員・相川